# Mistrovství světa silničních motocyklů 2026
Mistrovství světa silničních motocyklů 2026 je 78. sezónou Mistrovství světa silničních motocyklů F. I. M., běžně označovaného jako MotoGP.
| Kalendář Mistrovství světa silničních motocyklů 2026 | Kalendář Mistrovství světa silničních motocyklů 2026 | Kalendář Mistrovství světa silničních motocyklů 2026 | Kalendář Mistrovství světa silničních motocyklů 2026        | Kalendář Mistrovství světa silničních motocyklů 2026 | Kalendář Mistrovství světa silničních motocyklů 2026 | Kalendář Mistrovství světa silničních motocyklů 2026 |
| pořadí                                               | datum                                                | název GP                                             | okruh                                                       | země/region                                          | poznámky                                             | mapa                                                 |
| ---------------------------------------------------- | ---------------------------------------------------- | ---------------------------------------------------- | ----------------------------------------------------------- | ---------------------------------------------------- | ---------------------------------------------------- | ---------------------------------------------------- |
| 1                                                    | 1. března                                            | Thailand Grand Prix                                  | Chang International Circuit, Buriram                        | Thajsko                                              |                                                      | Chang International Circuit                          |
| 2                                                    | 22. března                                           | Brazilian Grand Prix                                 | Autódromo Ayrton Senna, Goiânia                             | Brazílie                                             | Nový závod                                           | Autódromo Ayrton Senna                               |
| 3                                                    | 29. března                                           | Grand Prix of the Americas                           | Circuit of the Americas, Austin                             | Spojené státy americké                               |                                                      | Circuit of the Americas                              |
| 4                                                    | 12. dubna                                            | Qatar Grand Prix                                     | Losail International Circuit, Lusail                        | Katar                                                | večerní závod                                        | Losail International Circuit                         |
| 5                                                    | 26. dubna                                            | Spanish Grand Prix                                   | Circuito de Jerez – Ángel Nieto, Jerez de la Frontera       | Španělsko                                            |                                                      | Circuito de Jerez                                    |
| 6                                                    | 10. května                                           | French Grand Prix                                    | Bugatti Circuit, Le Mans                                    | Francie                                              |                                                      | Bugatti Circuit                                      |
| 7                                                    | 17. května                                           | Catalan Grand Prix                                   | Circuit de Barcelona-Catalunya, Montmeló                    | Katalánsko                                           |                                                      | Circuit de Catalunya                                 |
| 8                                                    | 31. května                                           | Italian Grand Prix                                   | Autodromo Internazionale del Mugello, Scarperia e San Piero | Itálie                                               |                                                      | Mugello Circuit                                      |
| 9                                                    | 7. června                                            | Hungarian Grand Prix                                 | Balaton Park Circuit, Balatonfőkajár                        | Maďarsko                                             |                                                      | Balaton Park Circuit                                 |
| 10                                                   | 21. června                                           | Czech Republic Grand Prix                            | Masarykův okruh, Brno                                       | Česko                                                |                                                      | Masarykův okruh                                      |
| 11                                                   | 28. června                                           | Dutch TT                                             | TT Circuit Assen, Assen                                     | Nizozemsko                                           |                                                      | TT Circuit Assen                                     |
| 12                                                   | 12. července                                         | German Grand Prix                                    | Sachsenring, Hohenstein-Ernstthal                           | Německo                                              |                                                      | Sachsenring                                          |
| 13                                                   | 9. srpna                                             | British Grand Prix                                   | Silverstone Circuit, Silverstone                            | Spojené království                                   |                                                      | Silverstone Circuit                                  |
| 14                                                   | 30. srpna                                            | Aragon Grand Prix                                    | MotorLand Aragón, Alcañiz                                   | Aragonie                                             |                                                      | MotorLand Aragón                                     |
| 15                                                   | 13. září                                             | San Marino Grand Prix                                | Misano World Circuit Marco Simoncelli, Misano Adriatico     | San Marino                                           |                                                      | Misano Circuit                                       |
| 16                                                   | 20. září                                             | Austrian Grand Prix                                  | Red Bull Ring, Spielberg                                    | Rakousko                                             |                                                      | Red Bull Ring                                        |
| 17                                                   | 4. října                                             | Japanese Grand Prix                                  | Mobility Resort Motegi, Motegi                              | Japonsko                                             |                                                      | Motegi                                               |
| 18                                                   | 11. října                                            | Indonesian Grand Prix                                | Pertamina Mandalika International Street Circuit, Mandalika | Indonésie                                            |                                                      | Mandalika Circuit                                    |
| 19                                                   | 25. října                                            | Australian Grand Prix                                | Phillip Island Grand Prix Circuit, Phillip Island           | Austrálie                                            |                                                      | Phillip Island                                       |
| 20                                                   | 1. listopadu                                         | Malaysian Grand Prix                                 | Petronas Sepang International Circuit, Sepang               | Malajsie                                             |                                                      | Sepang Circuit                                       |
| 21                                                   | 15. listopadu                                        | Portuguese Grand Prix                                | Algarve International Circuit, Portimão                     | Portugalsko                                          |                                                      | Portimão                                             |
| 22                                                   | 22. listopadu                                        | Valencian Grand Prix                                 | Circuit Ricardo Tormo, Valencie                             | Valencijské společenství                             |                                                      | Valencia                                             |

### Umístění Grand prix
| Tovární týmy                      | Tovární týmy | Tovární týmy            | Tovární týmy | Tovární týmy          | Tovární týmy |
| Tým                               | Konstruktér  | Motorka                 | st.č.        | Jezdec                | Účast v GP   |
| --------------------------------- | ------------ | ----------------------- | ------------ | --------------------- | ------------ |
| Aprilia Racing                    | Aprilia      | Aprilia RS-GP25         | 1            | Jorge Martín          |              |
| Aprilia Racing                    | Aprilia      | Aprilia RS-GP25         | 72           | Marco Bezzecchi       |              |
| Ducati Lenovo Team                | Ducati       | Ducati Desmosedici GP25 | 63           | Francesco Bagnaia     |              |
| Ducati Lenovo Team                | Ducati       | Ducati Desmosedici GP25 | 93           | Marc Márquez          |              |
| Honda HRC Castrol                 | Honda        | Honda RC213V            | 10           | Luca Marini           |              |
| Honda HRC Castrol                 | Honda        | Honda RC213V            | 36           | Joan Mir              |              |
| Red Bull KTM Factory Racing       | KTM          | KTM RC16                | 33           | Brad Binder           |              |
| Red Bull KTM Factory Racing       | KTM          | KTM RC16                | 37           | Pedro Acosta          |              |
| Monster Energy Yamaha MotoGP      | Yamaha       | Yamaha YZR-M1           | 20           | Fabio Quartararo      |              |
| Monster Energy Yamaha MotoGP      | Yamaha       | Yamaha YZR-M1           | 42           | Álex Rins             |              |
| Satelitní týmy                    |              |                         |              |                       |              |
| Tým                               | Konstruktér  | Motorka                 | st.č.        | Jezdec                | Účast v GP   |
| Trackhouse MotoGP Team            | Aprilia      | Aprilia RS-GP           | 25           | Raúl Fernández        |              |
| Trackhouse MotoGP Team            | Aprilia      | Aprilia RS-GP           | 79           | Ai Ogura              |              |
| Pertamina Enduro VR46 Racing Team | Ducati       | Ducati Desmosedici GP24 | 21           | Franco Morbidelli     |              |
| Pertamina Enduro VR46 Racing Team | Ducati       | Ducati Desmosedici GP25 | 49           | Fabio Di Giannantonio |              |
| Gresini Racing MotoGP             | Ducati       | Ducati Desmosedici GP24 | 54           | Fermín Aldeguer       |              |
| Gresini Racing MotoGP             | Ducati       | Ducati Desmosedici GP24 | 73           | Álex Márquez          |              |
| LCR Honda Castrol                 | Honda        | Honda RC213V            |              | TBA                   |              |
| LCR Honda IDEMITSU                | Honda        | Honda RC213V            |              | TBA                   |              |
| Red Bull KTM Tech3                | KTM          | KTM RC16                | 12           | Maverick Viñales      |              |
| Red Bull KTM Tech3                | KTM          | KTM RC16                | 23           | Enea Bastianini       |              |
| Prima Pramac Yamaha               | Yamaha       | Yamaha YZR-M1           | TBA          | Toprak Razgatlıoğlu   |              |
| Prima Pramac Yamaha               | Yamaha       | Yamaha YZR-M1           | 88           | Miguel Oliveira       |              |

| Legenda                 |
| ----------------------- |
| Stálý jezdec            |
| Nováček                 |
| Jezdec na divokou kartu |
| Náhradní jezdec         |